# Edouard de Nieulant
Edouard de Nieulant (Gent, 5 december 1792 - Brugge, 5 januari 1874) was burgemeester van de West-Vlaamse gemeente Sint-Andries.

## Familie
Burggraaf Edouard Prosper Emmanuel Ghislain de Nieulant et de Pottelsberghe was de vijfde van de tien kinderen van burggraaf Charles de Nieulant (1755-1822) en Marie de Lichtervelde (1767-1853). De adellijke status van de familie dateerde van 1634 en was in 1816 herbevestigd met de titel van burggraaf ten gunste van de grootvader van Edouard, Hubert de Nieulant. 
In 1818 trouwde Edouard met Sophie van Outryve d'Ydewalle (1789-1878), dochter uit het tweede huwelijk van ridder Emmanuel-Louis van Outryve d'Ydewalle met Anne de l'Espée. Ze hadden een zoon die stierf toen hij nog geen twintig was. De drie dochters trouwden in de Brugse adel. Mathilde (1820-1846) en Elisa (1821-1890) trouwden beide met Irénée-Charles Peers (1818-1888), de burgemeester van Waardamme. Valérie (1823-1884) trouwde met Adolphe Otto de Mentock (1828-1908), die na zijn schoonvader burgemeester werd van Sint-Andries.

## Franse tijd en Verenigd Koninkrijk
Onder het empire werd Edouard officier in het leger van Napoleon. Hij kreeg er later, onder Napoleon III, de herinneringsmedaille van Sint-Helena voor. In 1827 werd hij opgenomen in de ridderschap van de Nederlandse provincie West-Vlaanderen en werd hierdoor lid van de provinciale staten van deze provincie. De drie generaties, Hubert, Charles, Edouard waren alle drie kamerheer van Willem I.
Door erfenissen zowel van zijn kant als van die van zijn vrouw werd De Nieulant behoorlijk rijk, zodat hij zich om het dagelijks brood niet hoefde te bekommeren en zich volledig kon wijden aan politieke en sociale activiteiten.
Kamerheer van de koning zijn belette hem niet mee te evolueren in de negatieve tendens die de publieke opinie beroerde tegenover de koning. In 1829, uitgerekend dezelfde dag dat hij kamerheer van Willem werd, trad hij in Brugge op als 'commissaris' voor het Constitutioneel Banket dat werd georganiseerd om publiek uiting te geven aan de afkeuring na het aan de kant schuiven van Tweede Kamerlid Felix de Mûelenaere. Toen de Belgische Revolutie uitbrak en de onafhankelijkheid werd uitgeroepen, sloot Edouard zich daar moeiteloos bij aan.

## Politieke mandaten
Aangezien de provinciale organisatie voorlopig behouden werd, bleef De Nieulant lid van de provinciale staten. Wanneer in 1836 voor het eerst gekozen werd volgens de nieuwe provinciewet, werd hij verkozen en bleef hij provincieraadslid tot 1848. In 1854 werd hij opnieuw verkozen en zetelde tot in 1864.
De taak waar Edouard de Nieulant zich het liefst voor inspande, lag op het gemeentelijk vlak. Vanaf 1827 was hij schepen van Sint-Andries om einde 1830 burgemeester Maene op te volgen. Hij verwierf zich de reputatie van een goede burgervader. Zo werd bekend dat hij tijdens de hongersnood van de jaren 1840 aan een vijftigtal behoeftige gezinnen op zijn gemeente steun verleende en heel wat werkzaamheden op zijn eigendom liet uitvoeren om arbeiders aan het werk te houden. Hij oefende het ambt uit tot in 1872 en nam toen ontslag om te worden opgevolgd door zijn schoonzoon Adolphe Otto de Mentock.

## Andere activiteiten
Die officiële mandaten werden aangevuld met allerhande activiteiten.
- Als grootgrondeigenaar werd hij regeerder van niet minder dan vier 'Wateringen': Sint-Catharinapolder (vanaf 1829), Sint-Trudo Ledeke (vanaf 1831), de Sint-Jobspolder Lapscheure (vanaf 1835) en Camerlinckx-Ambacht (vanaf 1843).
- Lid van de Vrije Archiers van Sint-Sebastiaan in Sint-Kruis (1833)
- Lid van de Sint-Sebastiaansgilde in Brugge (1834)
- Hoofdman van de Schuttersgilde Sint-Sebastiaan van Sint-Andries (1833). De Nieulant was medestichter van deze gilde en was er vanaf de stichting en tot aan zijn dood de hoofdman van.
- Voorzitter van de landbouwcomice van Brugge (1859, vanaf 1868 erevoorzitter)

## Eerbetoon
Dat burgemeester de Nieulant niet was vergeten, bewijst het geven van zijn naam, in 1934, aan een nieuw aangelegde straat op de gemeente.